# Campionati del mondo di ciclismo urbano - Trial 26" maschile Elite
Il trial 26" maschile Elite è una delle prove inserite nel programma dei campionati del mondo di ciclismo urbano.
Introdotta nel 1995 e inizialmente inclusa negli specifici campionati del mondo di trial, dal 2000 al 2016 la gara confluì, come le altre di trial, nel programma dei campionati del mondo di mountain bike (nel 2016 il trial si svolse nella stessa sede delle sole gare di downhill e four-cross). Dal 2017 la prova si svolge all'interno dei neonati campionati del mondo di ciclismo urbano.

## Albo d'oro
Aggiornato all'edizione 2017.
| Anno | Vincitore           | Secondo            | Terzo                  |
| ---- | ------------------- | ------------------ | ---------------------- |
| 1995 | Thierry Girard      | Gerd Merkel        | Radek Šeliga           |
| 1996 | Thierry Girard      | Sylvain Girard     | Gerd Merkel            |
| 1997 | Thierry Girard      | Sylvain Girard     | Bruno Arnold           |
| 1998 | Bruno Arnold        | Marc Caisso        | Juan Francisco Sánchez |
| 1999 | Marc Caisso         | Bruno Arnold       | Marc Vinco             |
| 2000 | Marc Vinco          | Marc Caisso        | Bruno Arnold           |
| 2001 | Marc Caisso         | Daniel Comas       | Bruno Arnold           |
| 2002 | Kenny Belaey        | Marc Vinco         | Marc Caisso            |
| 2003 | Giacomo Coustellier | Marc Caisso        | Kenny Belaey           |
| 2004 | Daniel Comas        | Vincent Hermance   | Marc Caisso            |
| 2005 | Kenny Belaey        | Vincent Hermance   | Benito Ros             |
| 2006 | Kenny Belaey        | Vincent Hermance   | Giacomo Coustellier    |
| 2007 | Vincent Hermance    | Gilles Coustellier | Kenny Belaey           |
| 2008 | Gilles Coustellier  | Vincent Hermance   | Daniel Comas           |
| 2009 | Gilles Coustellier  | Kenny Belaey       | Vincent Hermance       |
| 2010 | Kenny Belaey        | Benito Ros         | Marc Caisso            |
| 2011 | Gilles Coustellier  | Kenny Belaey       | Vincent Hermance       |
| 2012 | Gilles Coustellier  | Aurélien Fontenoy  | Kenny Belaey           |
| 2013 | Vincent Hermance    | Gilles Coustellier | Kenny Belaey           |
| 2014 | Gilles Coustellier  | Aurélien Fontenoy  | Kenny Belaey           |
| 2015 | Vincent Hermance    | Jack Carthy        | Kenny Belaey           |
| 2016 | Jack Carthy         | Gilles Coustellier | Kenny Belaey           |
| 2017 | Jack Carthy         | Nicolas Vallée     | Kenny Belaey           |

## Medagliere
| Pos.   | Nazione       | Oro | Argento | Bronzo | Totale |
| ------ | ------------- | --- | ------- | ------ | ------ |
| 1      | Francia       | 16  | 17      | 10     | 43     |
| 2      | Belgio        | 4   | 2       | 8      | 14     |
| 3      | Gran Bretagna | 2   | 1       | 0      | 3      |
| 4      | Spagna        | 1   | 2       | 3      | 6      |
| 5      | Germania      | 0   | 1       | 1      | 2      |
| 6      | Rep. Ceca     | 0   | 0       | 1      | 1      |
| Totale | Totale        | 23  | 23      | 23     | 69     |